# Águeda Gómez Suárez
Águeda Gómez Suárez (O Rosal, Pontevedra, 24 de octubre de 1971) es una socióloga, escritora y profesora española especializada en la diversidad, la etnicidad y en la prostitución.

## Biografía
Águeda Gómez se licenció en Sociología en 1994 por la Universidad Complutense de Madrid y se doctoró en Sociología por la Universidad de Santiago de Compostela en 2001 con la tesis Indigenismo y movilización política en América Latina: los Tawahka, grupo humano ubicado en la selva centroamericana de la Mosquitia hondureña.
Es profesora titular en la facultad de Ciencias de la Educación de la Universidad de Vigo. 
Gran parte de sus investigaciones se han desarrollado en América Latina en temas como la igualdad de género en distintos grupos étnicos del mundo, el matriarcado o los movimientos étnicos en Centroamérica.
La prostitución también ha centrado sus investigaciones y en 2008 publicó el monográfico Perfil sociológico de los clientes de prostitución en Galicia, en Edicións Xerais.
En 2015 ha publicado El putero español: quiénes son y qué buscan los clientes de prostitución en España, es una investigación sobre las motivaciones que llevan a los hombres a pagar por sexo, un estudio realizado junto a la profesora Rosa María Verdugo y la investigadora Silvia Pérez.
Desde diciembre de 2024, es asesora científica del Ministerio de Igualdad.

## Obras
- Movilización política indígena en las selvas latinoamericanas: los tawahka de la Mosquitia centroamericana[5]
- Matriarcados, etnicidad y sistemas sexo-género analógicos y digitales: los bijagós (Guinea Bissau) y los zapotecas (México).[6]
- Patrones de movilización política de la acción indígena zapatista.[7]
- Guerrilla y comunicación: la propaganda política del EZLN.
- Culturas sexuales indígenas: México y otras realidades[8]
- El putero español: quiénes son y qué buscan los clientes de prostitución en España.[9]